# В диви земи
В диви земи (на испански: En tierras salvajes) е мексиканска теленовела от 2017 г., режисирана от Фернандо Несме и Хосе Досети и продуцирана от Салвадор Мехия Алехандре за Телевиса. Версията, разработена от Лиляна Абуд, с либрето от Катя Родригес и Виктория Орванянос, е базирана на оргинилната история, създадена от Рамон Кампос и Хема Р. Нейра.
В главните роли са Клаудия Алварес, Кристиан де ла Фуенте, Диего Оливера и Орасио Панчери, а в отрицателните – Лисардо и Химена Кордоба. Специално участие вземат Нинел Конде и първите актьори Даниела Ромо и Сесар Евора.

## Сюжет
От първия момент, Исабел и Анибал сливат съдбите си в една, но, може би, не завинаги... Тя е харизматична и грижовна жена, организатока на празненства, а той – важен и успешен предприемач. Анибал изневерява на съпругата си с Олга, жена, която прави всичко възможно, за да превърне в ад живота на Исабел.
Поради респираторни проблеми, Исабел се мести в малкото село Сан Хуан дел Вайе, където живее семейството на Анибал, състоящо се от родителите и братята му. С появата на Исабел се променя живота на цялото семейство.
Даниел, по-малкият брат на Анибал, не може да скрие силното привличане, което изпитва към снаха си. Серхио, най-малкият брат, лекар, директор и акционер на клиниката в селото, е на крачка да се ожени за Тереса Кастийо, но плановете се променят, тъй като пристига Исабел. Серхио, подобно на Даниел, също се влюбва в снаха си. Доня Ампаро, матриарх на семейство Отеро, е ревнива и манипулативна жена, която разбира, че и тримата ѝ синове са влюбени в една и съща жена. Ампаро е жена, част от висшето общество. За нея е важно мнението на хората от класа. Дон Артуро, съпруг на Ампаро и баща на Отеро, крие минало, което винаги е преследвало съпругата му. Дон Артуро е любящ и спокоен баща, който винаги се опитва да сплоти семейството си. За разлика от Ампаро, която изпитва неприязън към Исабел, дон Артуро ѝ оказва подкрепа.
Даниел е управител на дъскорезница и на семейния бизнес. Той си съперничи с Карлос Молина, син на бивш собственик на дъскорезница. Карлос е най-големият враг на семейство Отеро, но когато пристига Исабел в града, е поразен от красотата ѝ. Карлос знае как да съсипе семейството, тъй като е разбрал, че Даниел е влюбен в снаха си.
Каролина, любовницата на Даниел, е самотна майка, чийто син е резултат от изнасилване от страна на Карлос. Тя истински е влюбена в Даниел, макар да знае, че той изпитва чувства към Исабел, Каролина се сприятелява с нея. Въпреки че, без да знае, по един или друг начин, Каролина е част от семейство Отеро – тази тайна се пази от дон Артуро и доня Ампаро.
Алехандра Ривейес, братовчедката на братя Отеро, пристига в селото, след като е завършила интерната, в който е изпратена от леля си Ампаро, след като е загубила родителите си. С пристигането си Алехандра се влюбва в управителя на хасиендата на Отеро – Уриел Сантана, но Ампаро е решена да омъжи племенницата си за сина на кмета – Икер Моралес.
Исабел започва да се съмнява в любовта на Анибал. Тя се разкъсва между тримата братя, които я обичат, но проблемът ѝ е, че самата тя не знае кого обича. Човешките закони тук не са същите, които управавляват тези диви земи.

## Актьори
- Клаудия Алварес – Исабел Монталбан де Отеро
- Кристиан де ла Фуенте – Даниел Отеро Ривейес
- Диего Оливера – Анибал Отеро Ривейес
- Орасио Панчери – Серхио Отеро Ривейес
- Нинел Конде – Каролина Тиноко
- Сесар Евора – Артуро Отеро
- Даниела Ромо – Ампаро Ривейес де Отеро
- Лисардо – Карлос Молина
- Марта Хулия – Алба Кастийо
- Химена Кордоба – Олга Гереро
- Салвадор Пинеда – Амадор Моралес
- Марикрус Нахера – Роса
- Нереа Камачо – Алехандра Ривейес Савала
- Емануел Паломарес – Уриел Сантана
- Фабиан Роблес – Виктор Тиноко
- Мигел Анхел Биаджио – Фидел Молина
- Джесика Декоте – Елиса Молина
- Джонатан Кури – Икер Моралес
- Лукас Бернабе – Андрес Сантана
- Джаки Соуса – Тереса Кастийо
- Давид Паласио – Отец Блас
- Даниела Алварес – Рехина
- Клаудия Ечевери – Кармен
- Луис Хавиер – Родолфо Ескамия
- Марко Сетина – Хералдо
- Силвия Манрикес – Мария
- Сантяго Гонсалес – Клаудио
- Марко Леон – Ренато
- Антонио Монрой – Сабино
- Лис Гаярдо – Силвия Торес
- Йована Монталво – Итсел
- Ернесто Гомес Крус – Дядото на Итсел

## Премиера
Премиерата на В диви земи е на 31 юли 2017 г. по Las Estrellas. Последният 69. епизод е излъчен на 5 ноември 2017 г.
| Сезон (Година) | Излъчване              | Брой епизоди | Премиера    | Премиера         | Финал          | Финал         |
| Сезон (Година) | Излъчване              | Брой епизоди | Дата        | Премиера Рейтинг | Дата           | Финал Рейтинг |
| -------------- | ---------------------- | ------------ | ----------- | ---------------- | -------------- | ------------- |
| 2017           | понеделник-петък 19:30 | 69           | 31 юли 2017 | 22.4             | 5 ноември 2017 | 22.5          |

## Екип
- Оригинална история – Рамон Кампос, Хема Р. Нейра
- Версия – Лиляна Абуд
- Либрето – Катя Родригес, Виктория Орванянос
- Литературна редакция – Долорес Ортега, Хулио Сесар Нахера
- Литературен консултант – Адриана Спота
- Сценография – Росио Велес, Лудвиг Аранда
- Декор – Есперанса Кармона, Бренда Контрерас
- Дизайн на костюми – Габриела Кастеянос, Адриана Поланко, Мария Фернанда Чавес
- Музикална тема – Estaré contigo
- Автор и изпълнител – Марко Антонио Солис
- Музикално оформление – Луис Алберто Диасаяс, Едуардо Енрике Диасаяс
- Редактори – Марко Антонио Роча, Алфредо Фрутос Маса
- Асистент-редактори – Ицел Марикрус Алтамирано, Хосе Луис Рубио, Абраам Гереро, Хуан Карлос Силва
- Директори продукция – Джесика Морено, Мануел Арчила
- Координатори продукция – Беатрис де Анда, Беренис Рамирес, Алфонсо Лопес, Херардо Лусио
- Главен координатор – Лаура Места Кордеро
- Асистент-продуценти – Серхио Пичардо, Карел Флорес, Маурисио Херардо Франко, Артуро Галвес, Марта София Гарсия, Луис Едуардо Пара, Рикардо Рубен, Мария де лос Анхелес Хаймес, Хосе Луис Монтеросас, Раул Торес
- Режисьор на диалози – Елисабет Авила
- Асистент-оператори – Карлос Даниел Санчес, Лусия Касадос
- Асистент-режисьори – Карлос Ордониес, Франк Улвен
- Продуцент – Аарон Гутиерес Мендес
- Оператори – Хесус Нахера Саро, Лино Гама Ескинка
- Режисьори – Фернандо Несме, Хосе Досети
- Изпълнителен продуцент – Салвадор Мехия

## Продукция
Снимките на сериала започват на 13 март 2017 г. и завършват на 14 юли 2017 г. Записите се осъществяват във форум 10 на филмовото студио Телевиса Сан Анхел, Мексико, както и в градовете Пацкуаро, Цинцунцан, Уруапан и Такамбаро, щат Мичоакан.

### Кастинг
На 22 февруари 2017 г. продуцентът Салвадор Мехия официално представи актьорите Кристиан де ла Фуенте, Диего Оливера и Орасио Панчери, които изпълняват главните мъжки роли в теленовелата. Актрисата Майрин Вилянуева е избрана да изпълни главната женска роля, но поради други ангажименти напуска проекта, а ролята е поверена на Клаудия Алварес.

## Награди и номинации
Награди TVyNovelas 2018
| Категория                               | Номинация                                          | Резултат   |
| --------------------------------------- | -------------------------------------------------- | ---------- |
| Най-добра първа актриса                 | Даниела Ромо                                       | Номинирана |
| Най-добър актьор във второстепенна роля | Фабиан Роблес                                      | Номиниран  |
| Най-добър млад актьор                   | Емануел Паломарес                                  | Номиниран  |
| Най-добра музикална тема                | Estaré contigo в изпълнение на Марко Антонио Солис | Номиниран  |